# Casuarius casuarius
El casuario común o austral (Casuarius casuarius) es una especie de ave estrutioniforme de la familia Casuariidae endémica del norte de Australia y el sur de Nueva Guinea. Alcanza 1,8 m de altura. No se conocen subespecies.

## Taxonomía
A día de hoy, a pesar de que la mayoría de autoridades consideran al casuario monotípico, se han descrito algunas subespecies. Sin embargo, se hace muy difícil poder confirmar la validez de estos hallazgos debido a ciertas razones: la existencia de variaciones individuales o relacionadas con la edad, la existencia de pocos especímenes y el hecho de que los humanos han estado en contacto con esta especie durante cientos de años, cosa que podría haber provocado la introducción de los casuarios en zonas lejanas a sus orígenes.
Los casuarios son cercanos evolutivamente a los kiwis. Las dos familias divergieron de un ancestro común hace cuarenta millones de años.
El nombre de Casuarius casuarius deriva del malayo kesuari. El casuario fue descrito por primera vez en la obra Systema naturæ por Carlos Linneo en el siglo XVIII. Al principio, y tras la observación de un espécimen de la isla de Seram en 1758, el casuario fue clasificado como Struthio casuarius. Hoy en día, Casuarius casuarius es la especie tipo del género Casuarius.
Se han dado una gran cantidad de nombres científicos al casuario que, a día de hoy, se consideran sinónimos taxonómicos de la especie.
| Sinónimos                                             |
| ----------------------------------------------------- |
| Struthio casuarius Linnaeus 1758                      |
| Casuarius casuarius altijugus Sclater 1878            |
| Casuarius altijugus Sclater 1878                      |
| Casuarius casuarius aruensis Schlegel 1866            |
| Casuarius aruensis Schlegel 1866                      |
| Casuarius australis Wall 1854                         |
| Casuarius casuarius beccarii Sclater 1875             |
| Casuarius beccarii Sclater 1875                       |
| Casuarius bicarunculatus Sclater 1860                 |
| Casuarius casuarius bicarunculatus Sclater 1860       |
| Casuarius bistriatus van Oort 1907                    |
| Casuarius casuarius bistriatus van Oort 1907          |
| Casuarius casuarius casuarius Linnaeus 1758           |
| Casuarius casuarius chimaera Rothschild 1904          |
| Cassowara eximia Perry 1811                           |
| Casuarius casuarius grandis Rothschild 1937           |
| Casuarius galeatus Bonnaterre 1790                    |
| Casuarius casuarius hamiltoni Mathews 1915            |
| Casuarius casuarius intensus Rothschild 1898          |
| Casuarius bicarunculatus intermedius Rothschild 1928  |
| Casuarius casuarius intermedius Rothschild 1928       |
| Casuarius casuarius johnsonii Müller 1866             |
| Casuarius johnsonii Müller 1866                       |
| Casuarius casuarius lateralis Rothschild 1925         |
| Casuarius casuarius salvadorii Oustalet 1878          |
| Casuarius salvadorii Oustalet 1878                    |
| Casuarius casuarius sclaterii Salvadori 1878          |
| Casuarius sclaterii Salvadori 1878                    |
| Casuarius casuarius tricarunculatus Beccari 1876      |
| Casuarius bicarunculatus tricarunculatus Beccari 1876 |
| Casuarius tricarunculatus Beccari 1876                |
| Casuarius casuarius violicollis Rothschild 1899       |
| Hippalectryo indicus Gloger 1842                      |
| Casuarius hagenbecki Rothschild 1904                  |

## Descripción
El casuario tiene un plumaje negro rígido y rasposo. El cuello y la cara son mayormente azules con dos pequeñas zonas rojizas: la nuca y los dos papos, que miden unos 17,8 cm y cuelgan del contorno del cuello. Encima de la cabeza tiene un casco en forma de cuerno que mide entre 13 y 16,9 cm, el cual posiblemente es usado para regular su temperatura corporal. El pico puede oscilar entre los 9,8 y los 19 cm. Los pies constan de tres dedos anchos y robustos con unas zarpas en forma de daga. El plumaje es sexualmente monomórfico, aunque la hembra es dominante, más grande, tiene un casco y un pico más largos y el plumaje más brillante. Los casuarios jóvenes tienen el plumaje marrón con rayas blancas longitudinales.
El casuario del sur es la segunda ave más grande del mundo, y muy probablemente, el miembro más grande de su familia. Puede llegar a pesar 85 kg y a medir 190 cm de altura. Sin embargo, las medidas estándar serían de entre 127 y 170 cm de largo y entre 1,5 y 1,8 m de altura. Las hembras pesan de media unos 58,5 kg, mientras que los machos oscilan entre los 29 y los 34 kg. El casuario del norte tiene unas dimensiones similares pero presenta mucho menos dimorfismo sexual. La mayoría de los adultos pesan entre 17 y 70 kg. Desde la extinción del avestruz arábiga, y previamente la del dinornítido de Nueva Zelanda, es el ave asiática más grande y también la más grande de Australia (aunque el emú pueda llegar a ser más alto).

## Hábitat y distribución
El casuario del sur se distribuye por Indonesia, Nueva Guinea y el noreste de Australia. Mayoritariamente habita bosques lluviosos tropicales, aunque también se puede encontrar en bosques de sabana o en manglares. Generalmente no se encuentra más arriba de los 1100 m en Australia o de los 500 m en Nueva Guinea.
| Localización                  | Población        | Tendencia   |
| ----------------------------- | ---------------- | ----------- |
| Sur de Papúa Nueva Guinea     | Desconocida      | En declive  |
| Seram                         | Desconocida      | Desconocida |
| Islas Aru                     | Desconocida      | Desconocida |
| Noreste Australia             | de 1.500 a 2.500 | En declive  |
| Montañas Paluma               | Desconocida      | En declive  |
| Montañas McIlwraith           | 1000+            | En declive  |
| Parque Nacional Jardine River | Desconocida      | Desconocida |
| Total                         | 2.500+           | En declive  |

### Papel en el ecosistema del bosque
En el transcurso de una jornada un adulto ingiere cientos de frutas y bayas. Sin embargo, la digestión del casuario es delicada y, en consecuencia, las semillas no se deterioran, sino que al defecar salen intactos. Así, conforme el ave pasea por su territorio, comiendo, bebiendo, lavándose y defecando, lleva de un lado a otro del bosque las semillas. Puede llegar a desplazarlas a distancias mayores de 800 metros. También dispersa pendiente arriba y río a través. Así pues, los casuarios son un importante vehículo de diseminación y para muchos árboles, el único.

## Comportamiento
Busca comida en el suelo de los bosques, mayormente fruta. Es capaz de digerir algunas frutas que son tóxicas para otros animales. También come hongos, algunos insectos y pequeños vertebrados. El casuario del sur es un ave solitaria que se aparea solamente durante el período de celo, a finales de invierno o en primavera. El macho construye un nido en el suelo, un colchón de hierbas de entre 5 y 10 centímetros de grueso y de hasta 100 centímetros de ancho. Este grosor es suficiente para evitar que la humedad se fije en los huevos. El macho también incuba los huevos y cuida de las crías él solo. Los huevos tienen un tamaño de 138×95 milímetros. Su superficie es granulada y en un principio tiene un color verde brillante, aunque con el tiempo pierde intensidad.
Los casuarios producen un sonido muy estridente para atraerse durante la época de apareamiento y van alternando el siseo con sonidos estrepitosos.
Si se provoca a un casuario, sus garras afiladas son capaces de matar humanos y perros. En Estados Unidos en abril de 2019, un casuario mantenido como mascota mató con sus garras a su dueño quien momentos antes se había tropezado en su patio y caído al suelo.

## Alimentación
Se alimenta de una gran variedad de frutas del bosque que recoge del suelo. Ocasionalmente, come pequeños animales, como serpientes o pequeños mamíferos, y en menor cantidad carroña. También comen hongos y algunos insectos.

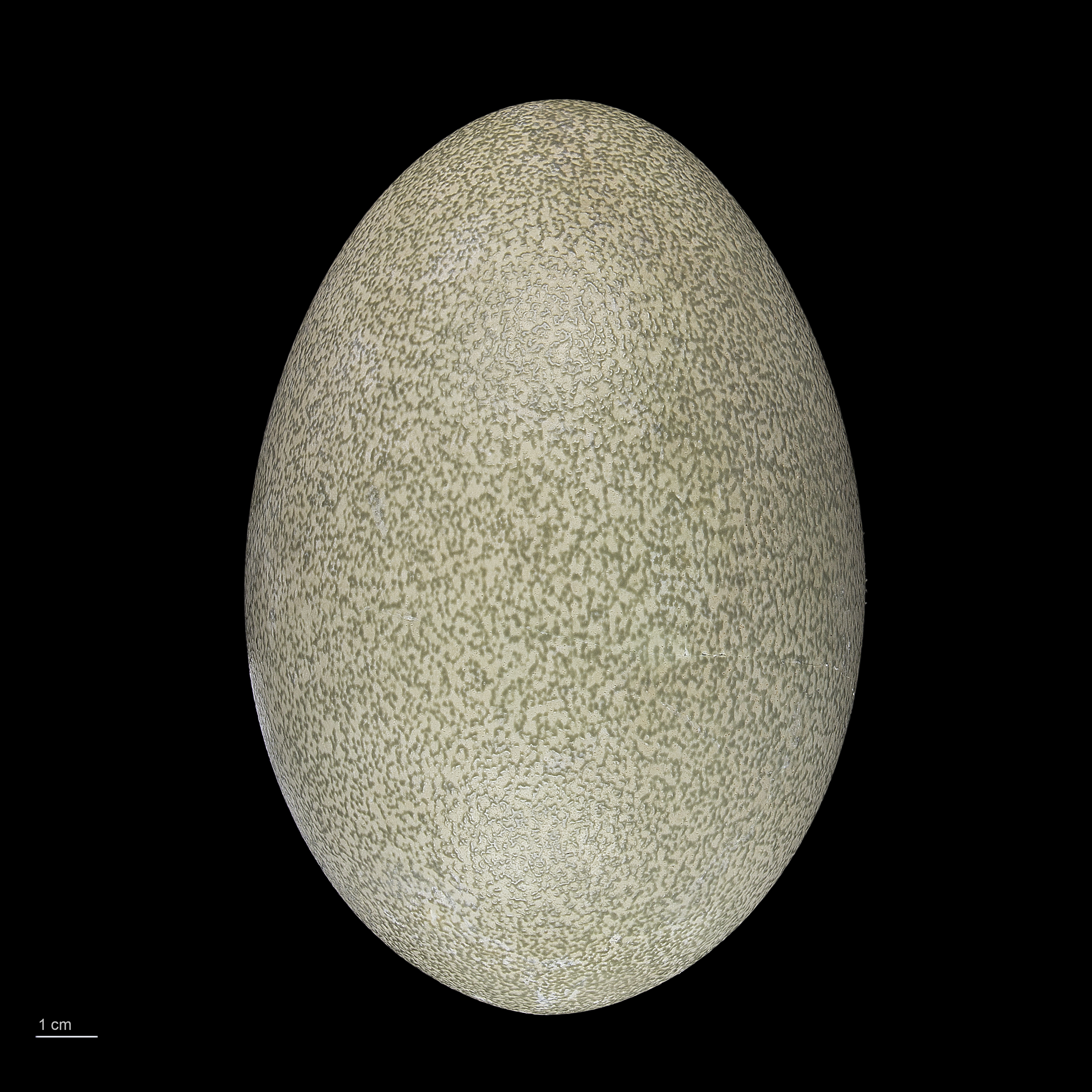
Huevo de Casuarius casuarius - MHNT

## Reproducción
El casuario es ovíparo. El emparejamiento tiene lugar en época de cría, normalmente a finales del invierno o primavera. El macho fabrica un nido en el suelo que tapiza con material vegetal, donde la hembra pone. El macho cuida los huevos durante 40 días y se encarga del cuidado de los polluelos. 
La hembra pone tres o cuatro huevos. Tienen una superficie granulada y son inicialmente de color verde pimienta brillante, aunque se desvanecen con el tiempo. Además, varias veces más grandes que los de gallina.

## Conservación
A pesar de estar perdiendo su hábitat, de encontrarse en un entorno muy limitado y de que haya un exceso de caza en algunas áreas, en 2017 el casuario del sur fue evaluado como Especie bajo preocupación menor en la Lista Roja de la UICN. La población australiana está categorizada como especie en peligro de extinción por la Legislación Estatal Federal y por la de Queensland. Algunas de las amenazas a las que se enfrentan son la pérdida de su hábitat por deforestación, animales salvajes que se comen sus huevos, la caza y los atropellamientos. La construcción de carreteras, los animales salvajes y la caza son las peores de estas amenazas. Se han criado casuarios en bastantes zoológicos de todo el mundo, como por ejemplo en el White Oak Conservation en Yulee, Florida, Estados Unidos.

## Origen de la domesticación
En 2021, Douglass y colaboradores, publicaron una investigación exhaustiva sobre huevos fosilizados de casuario premoderno, que reveló que el ser humano practicó la domesticación del casuario en Nueva Guinea desde el Pleistoceno tardío-Holoceno temprano.
Esto se demostró debido a observaciones detalladas de marcas en huevos y cáscaras que reflejaban el manejo intencional por parte de grupos de cazadores-recolectores.
El análisis no dio indicios de que los seres humanos mantuvieran a los casuarios en corrales, sino que pudieron haber sabido dónde estaban los nidos y cuándo la madre ponía los huevos, de esta manera, recoger los huevos antes de su eclosión y cuidar de las crías hasta que estas alcanzaran la madurez, y muy probablemente luego eran utilizados por sus plumas y su carne. «Sin embargo, los polluelos de casuario son mansos con los humanos, además de fáciles de mantener y criar hasta el tamaño adulto», afirman los investigadores, ya que al nacer, en los casuarios se produce el proceso de impronta (asocian la imagen de lo primero que ven en movimiento como su madre).

## Galería

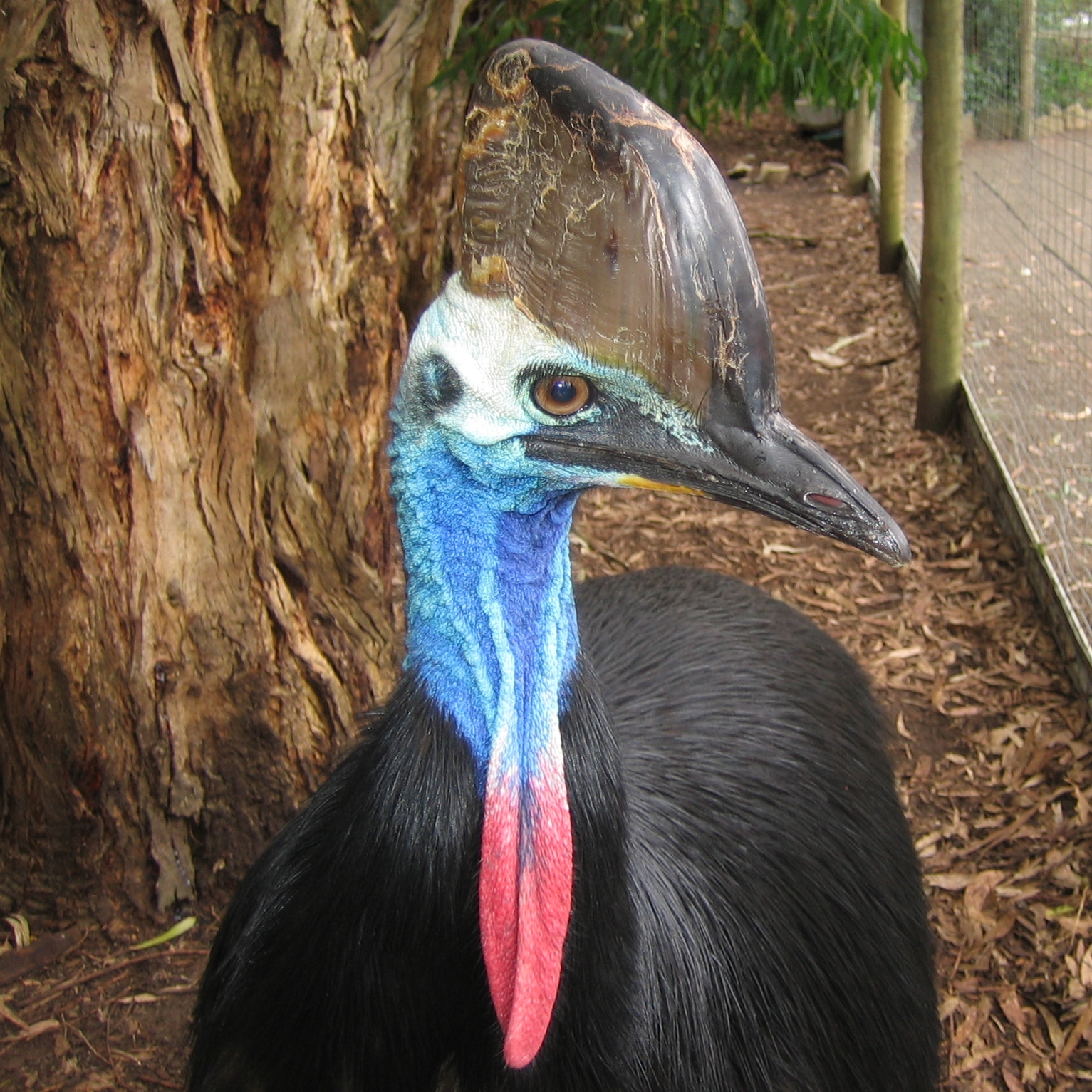
Parte superior del cuerpo
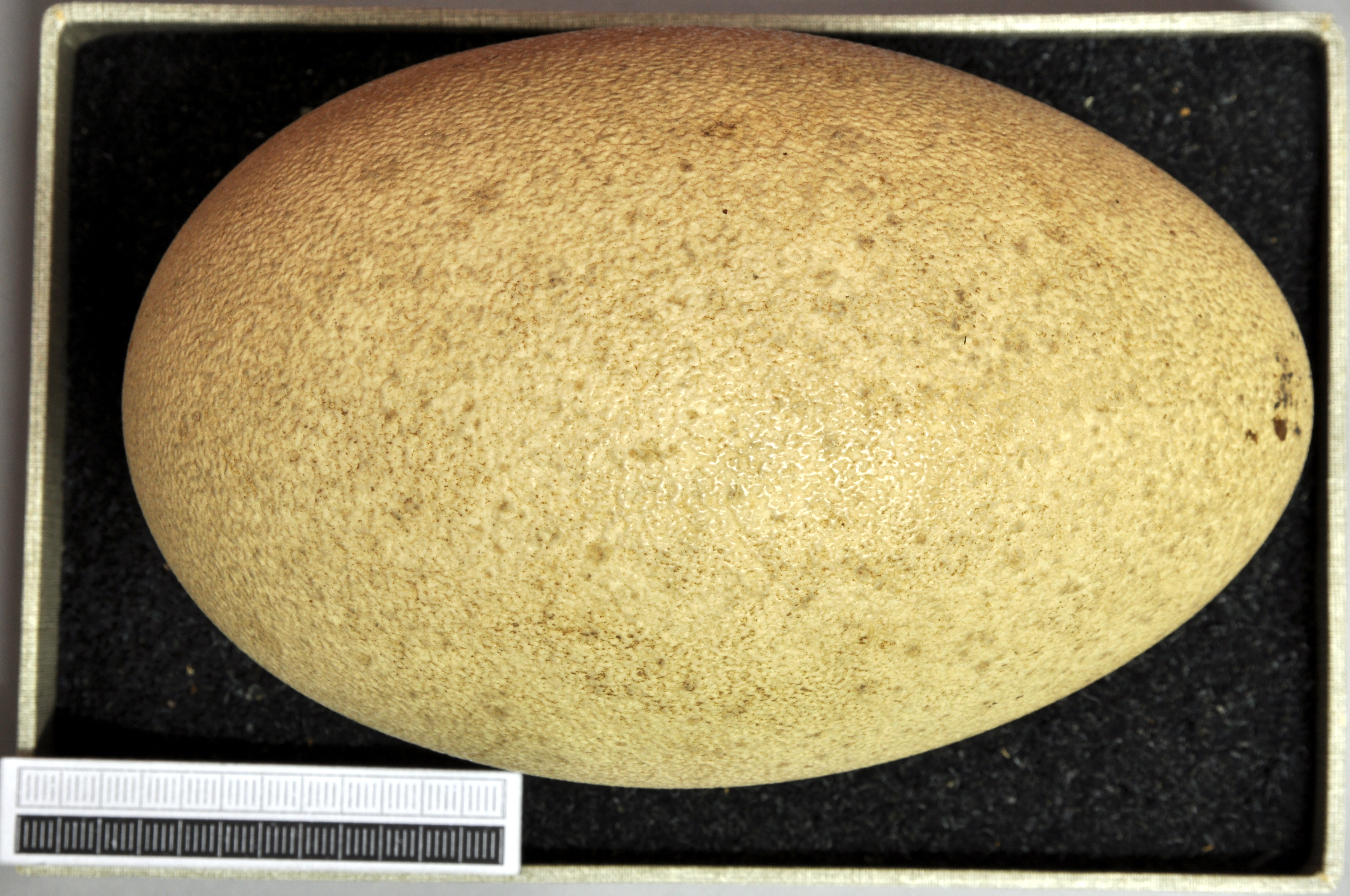
Huevo del Museo Wiesbaden
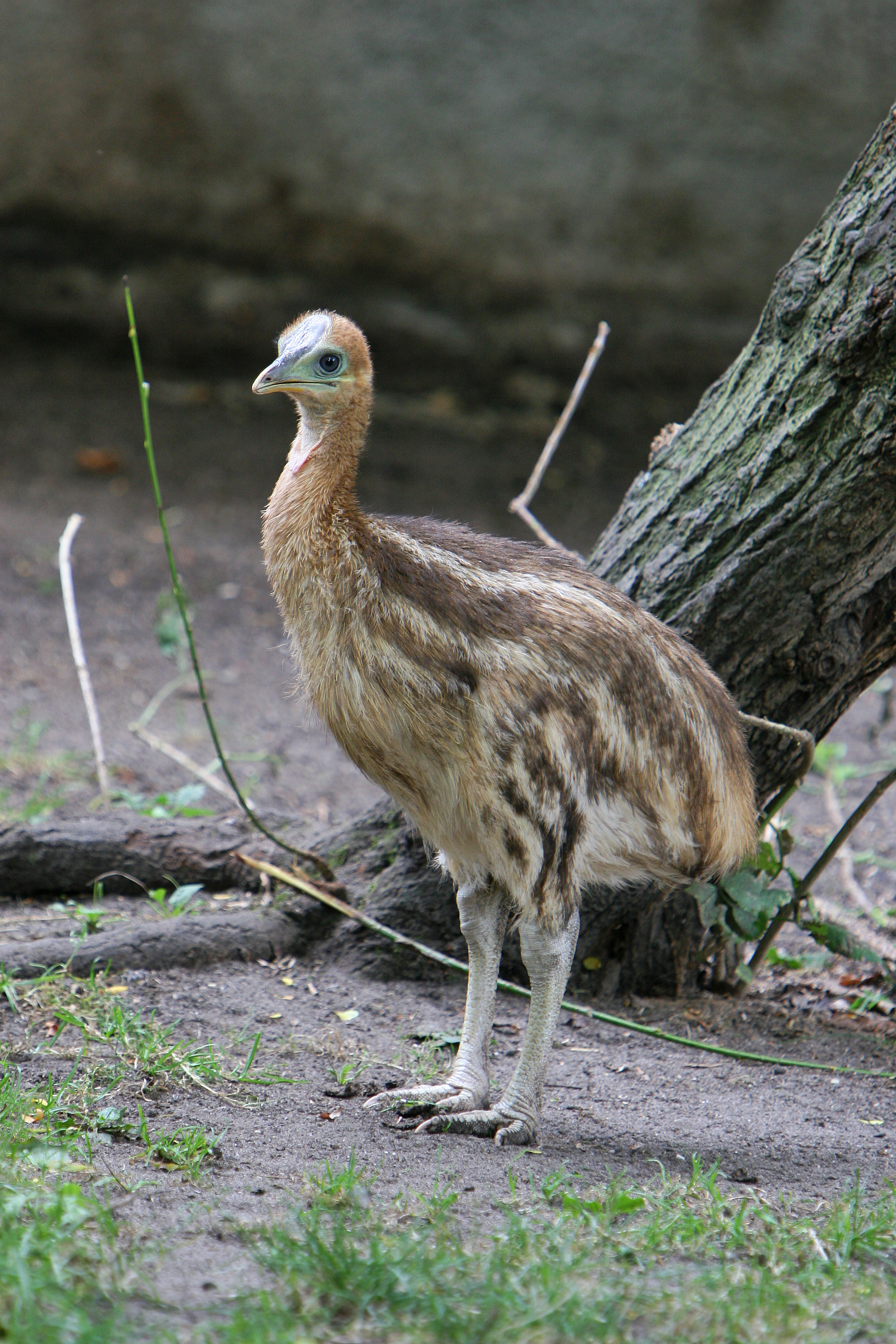
Cría en el Artis Zoo, Países Bajos
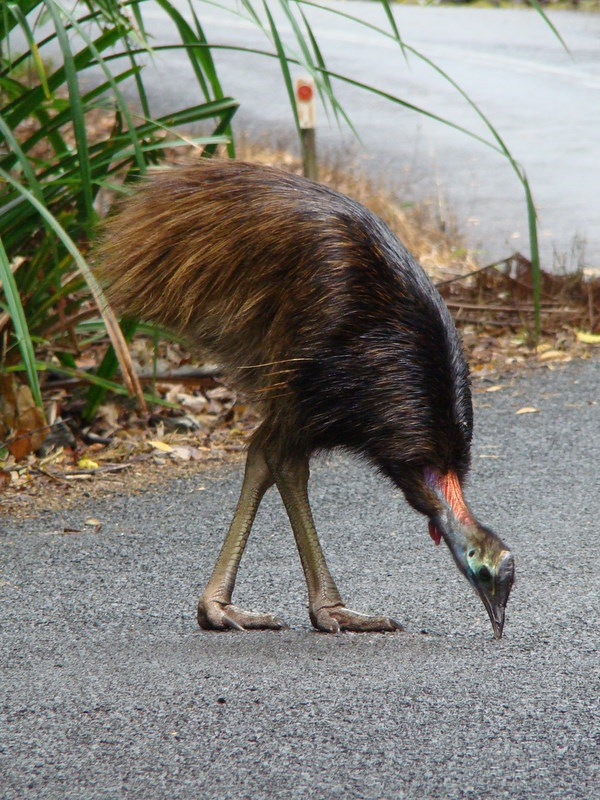
Un casuario joven cruzando la carretera en Australia
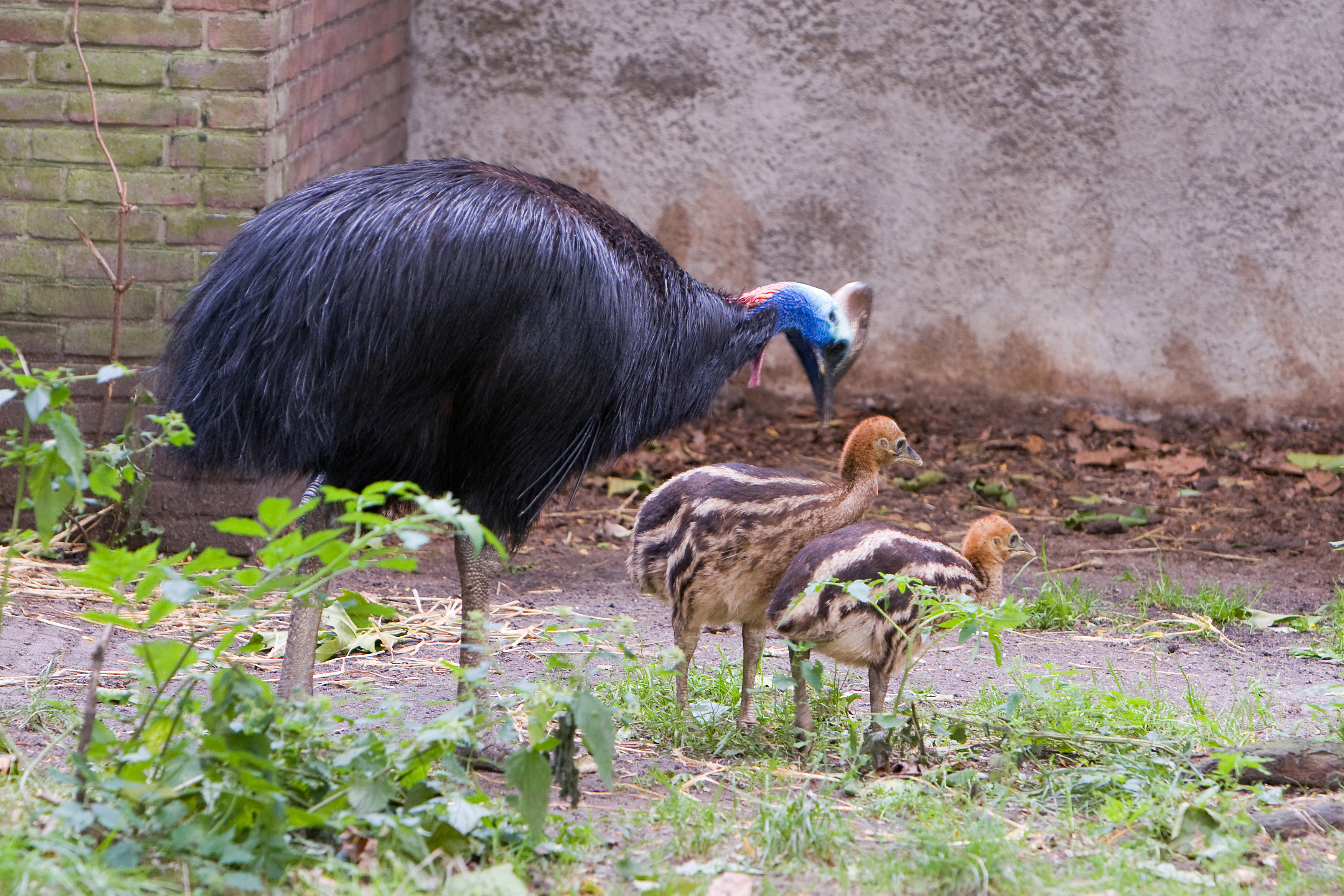
Macho adulto con sus crías en el Artis Zoo